# Adejeania rufipalpis
Adejeania rufipalpis là một loài ruồi trong họ Tachinidae.